# Eutaenia corbetti
Eutaenia corbetti är en skalbaggsart som beskrevs av Charles Joseph Gahan 1893. Eutaenia corbetti ingår i släktet Eutaenia och familjen långhorningar.
Artens utbredningsområde är:
- Laos.
- Burma.

Inga underarter finns listade i Catalogue of Life.